# 埃斯特爾 (喬治亞州)
埃斯特爾（英語：Estelle）是位於美國喬治亞州沃克縣的一個非建制地區。該地的面積和人口皆未知。

## 地理
埃斯特爾的座標為34°44′49″N 85°20′28″W / 34.74694°N 85.34111°W，而該地的平均海拔高度為268米（即879英尺）。